# 天高县
天高县，中国旧县名。
苏皖边区政府淮南解放区设。1940年，新四军占据铜城镇等地。民国32年（1943年）2月，天长县与高邮县合并成立天高县，管辖今天长、高邮、金湖的部分乡镇。民国33年（1944年）9月天高办事处分为天长、高邮两县，民国34年（1945年）4月又合并为天高县，11月再度分设。其间天长（天高）县均属津浦路东。1946年6月，解放区苏皖边区政府为纪念新四军副军长罗炳辉，将天长县改名为炳辉县，不久，国民革命军占领县城，恢复天长县名称。民国36年（1947年），共产党领导下的天长县政府恢复，民国37年（1948年）4月与高邮合并为天高县政府，12月18日又改称炳辉县，隶属江淮一分区专员公署。